# Scutovertex minutus
Scutovertex minutus is een mijtensoort uit de familie van de Scutoverticidae. De wetenschappelijke naam van de soort is voor het eerst geldig gepubliceerd in 1835 door C.L. Koch.